# Jalal Khan
Jalal Khan (ur. 13 sierpnia 1927) – pakistański lekkoatleta, który specjalizował się w rzucie oszczepem.
Dwukrotny uczestnik igrzysk olimpijskich – Helsinki 1952 oraz Melbourne 1956. W obu startach zajmował odległe miejsce w rundzie eliminacyjnej. W czasie swojej kariery dwa razy stał na podium igrzysk Imperium Brytyjskiego i Wspólnoty Brytyjskiej – Vancouver 1954 (brąz) oraz Cardiff 1958 (srebro). W dorobku ma także dwa srebra igrzysk azjatyckich (z 1954 oraz 1958). Rekord życiowy: 73,16 (1959).